# Птолемеї

Королівство Птолемеїв

Птолемеї (дав.-гр. Πτολεμαῖοι, Ptolemaioi), також відомі як Династія Лагідів (Λαγίδαι, Lagidai; на честь батька Птолемея I, Лага) — царська династія, що правила елліністичним Єгиптом у IV—I століттях до н. е. Заснована Птолемеєм І, сином Лага, полководцем  Александра Македонського . При останній представниці династії — Клеопатрі — державу Птолемеїв завоювала Римська республіка .

## Історія

### Птолемей І. Розквіт царства

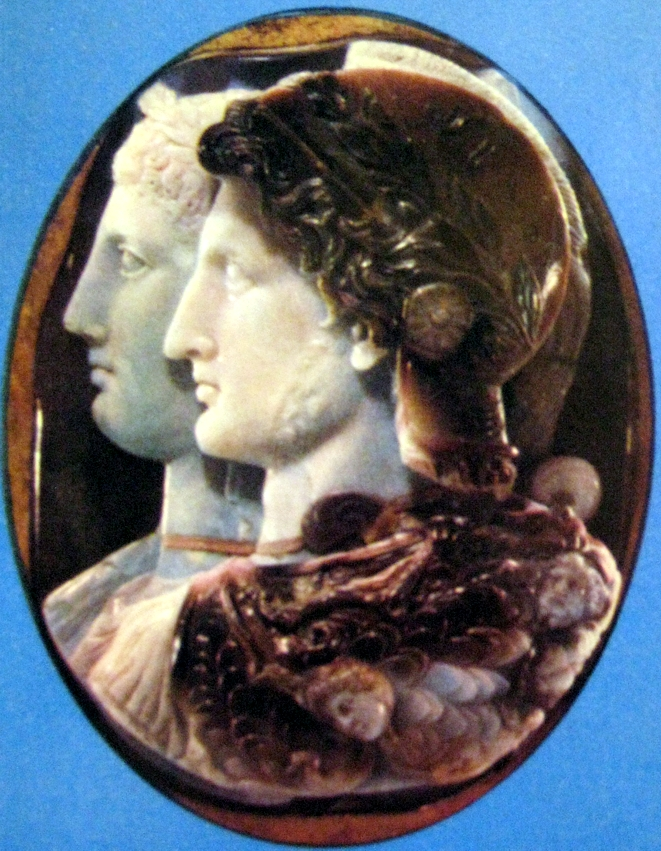
Птолемей II і Арсиноя

Александр Македонський після захоплення Тіру рушив на Єгипет (наприкінці 332 року до н. е.), який у той час перебував під владою Персії, і підкорив його. У цьому ж році була закладена Александрія — майбутня резиденція Птолемеїв і один з центрів елліністичної культури.
Після загибелі Александра гостро постало питання про долю розширеної завдяки військовим походам держави. На раді діадохів Птолемей дотримувався думки, що віддавати державу в руки одного зі спадкоємців царя по крові — його брата Аррідея чи ще ненародженої дитини Роксани — небезпечно і нерозумно. Він пропонував вибрати царя серед найближчого оточення Александра, із тих полководців, які пройшли з ним завойованими країнами і мали авторитет в армії і серед вільних греків.

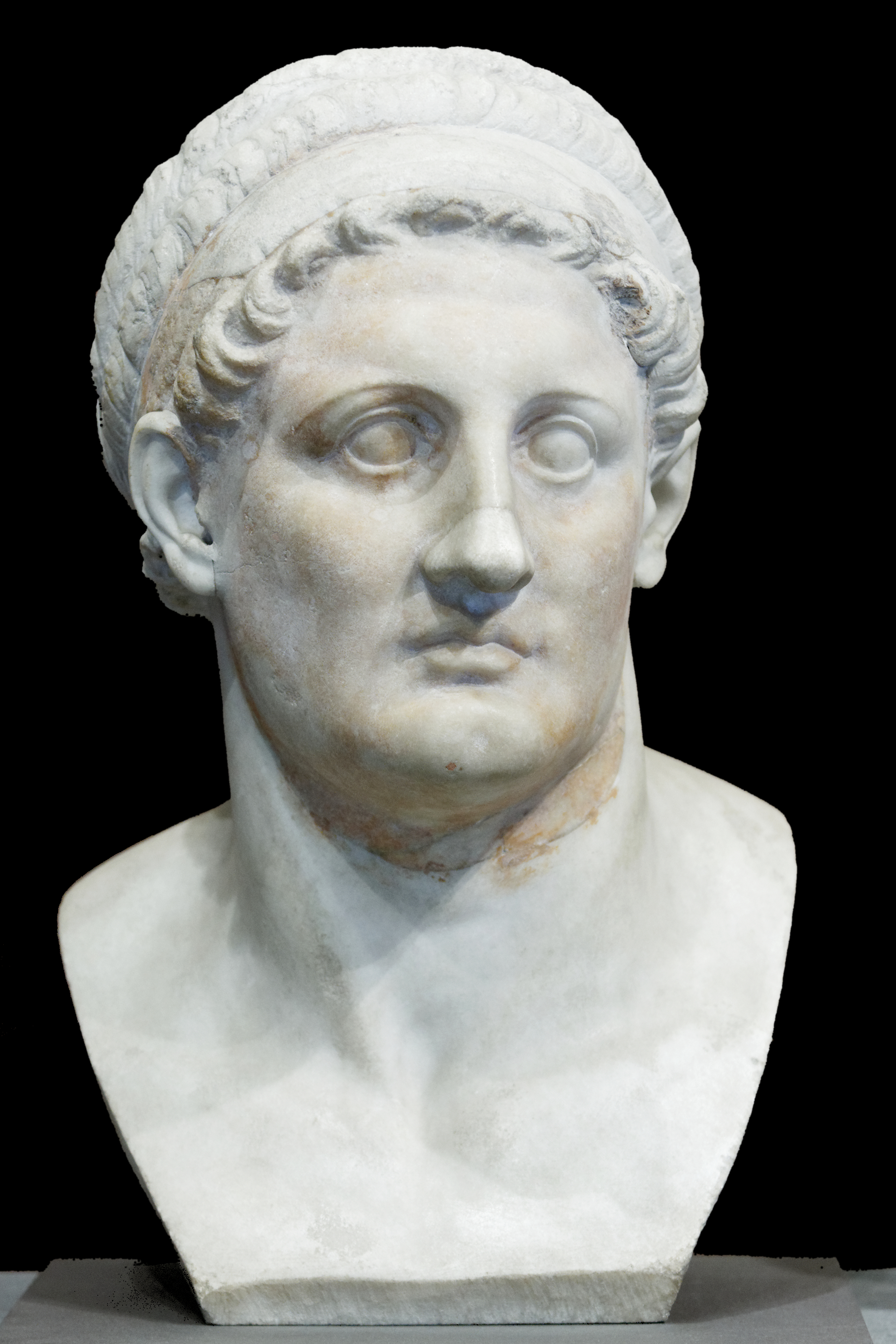
Погруддя Птолемея І Сотера

Під час поділу імперії Александра Птолемею дістався Єгипет. Своє правління він почав мудро. Справедливість засновника династії швидко завоювала симпатії єгиптян, і в наступних війнах вони жодного разу не перейшли на бік ворога. Забезпечивши панування грецького прошарку, Птолемей І тим не менш не мав на меті насадження в чужій країні власних порядків, а проводив політику зближення двох культур. Зокрема, він вирішив релігійні проблеми, встановивши синкретичний культ бога Серапіса.
Птолемей схилявся не стільки до влади і багатства, скільки до того, щоби ввірена йому держава стала новим культурним центром. Він заснував відомий Александрійський мусейон, з прославленою бібліотекою. Птолемею також вдалось привезти до Єгипту тіло Александра, яке було захоронене у святилищі Амона в оазі Сива, що разом з іншим дозволило Єгипту зайняти особливе місце серед царств інших діадохів.
До військової сили Птолемей вдавався тільки в екстрених випадках, коли це було необхідно для укріплення його трону в Єгипті. У походи він вирушав добре зваживши обставини, тому майже не знав поразок. Відомі його походи в Киренаїку, Келесирію, на Кіпр, в Грецію. Вони сприяли закріпленню влади Птолемея і єднанню Єгипту, який за період його правління перетворився на квітучу країну.
Після численних воєн з іншими діадохами 305 року до н. е. Птолемей І проголосив себе царем, бажаючи закріпити свій незалежний стан, і, в наступні роки, вів спокійне життя, займався зміцненням економічного положення держави. За його правління було введено посаду діойкета — своєрідного міністра фінансів і економіки.
Засновник династії Птолемеїв помер 283 року до н. е.. За два роки до смерті, щоб запобігти сваркам між претендентами на престол, він зробив співравителем свого сина від зведеної сестри Береніки — Філадельфа.
Син Птолемея І — Птолемей II Філадельф — продовжив внутрішню і зовнішню політику батька. Він повелів перевезти прах Александра Великого із оази Сива до Александрії, де він був перепохований в гробниці в відділенні царського палацу Сема. Ще разом з батьком він провів грошову реформу, ввівши монетарну систему, яка була відсутня в традиційній єгипетській культурі часів Нового царства. За Птолемея Філадельфа Мусейон і Александрійська бібліотека досягли найвищого розквіту. Був збудований Фароський маяк — одне із семи чудес античного світу.
Взявши шлюб із власною сестрою Арсиноєю, Птолемей ІІ встановив її культ в побудованих на її честь храмах. На мисі Зефірія був також збудований храм Афродіти Арсиної.
Завдяки зусиллям перших двох Птолемеїв Александрія перетворилась на великий торговий і культурний центр Сходу. Александрійський період був періодом розквіту давньогрецької математики й математизованого природознавства. Опорою нової династії стали греки і македонці.
За часів Птолемея III Евергета, що правив у 246—222 роках до н. е. держава Птолемеїв перебувала ще у розквіті. Саме він приєднав до Єгипту всю Сирію. Проте за наступних правителів почався поступовий занепад царства, що супроводжувався великими народними збуреннями.

### Занепад

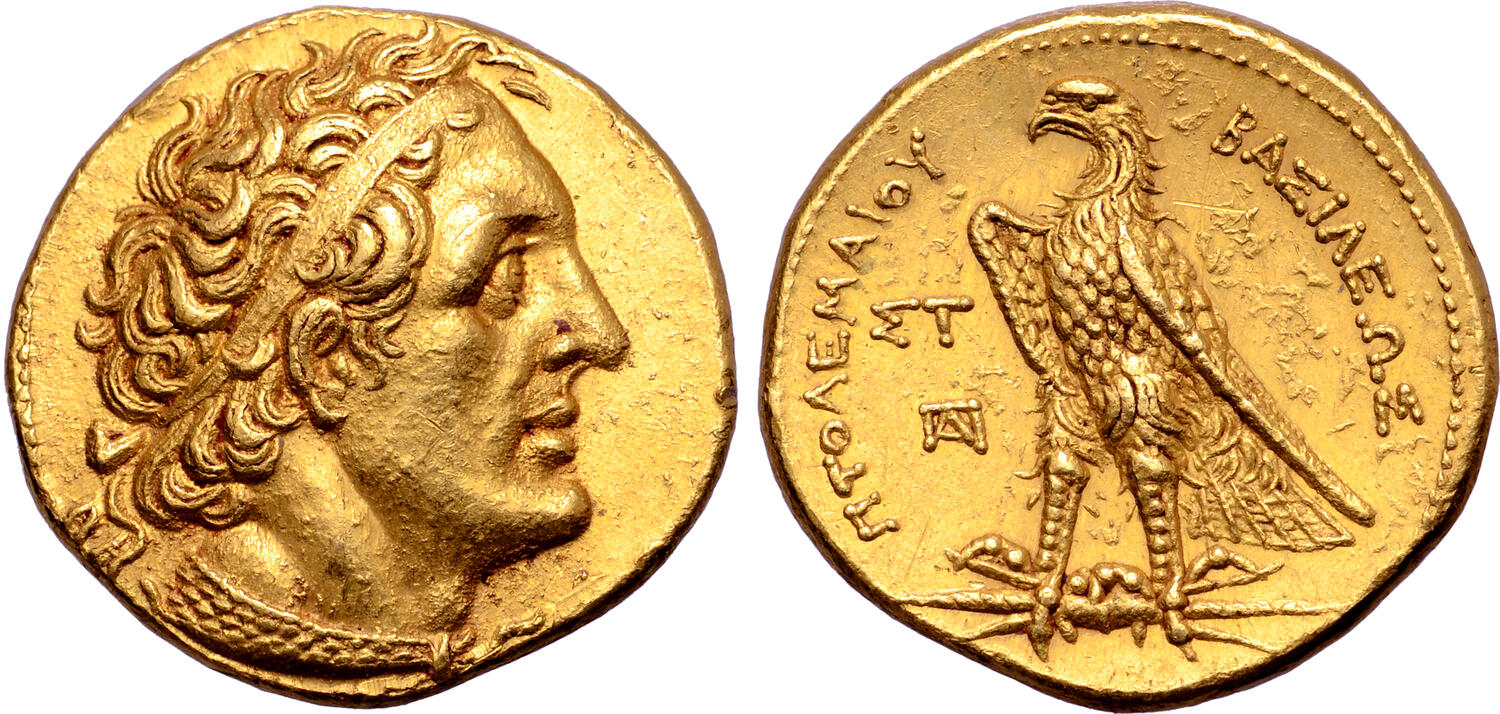
Золота монета з зображенням Птолемея I

В ІІ—І століттях до н. е. Єгипет, що роздирався політичними інтригами при дворі, бюрократичним свавіллям на місцях і соціальними виступами єгиптян, вступає в економічну кризу.
Потомки Птолемея Сотера значно більшу увагу приділяють розвагам ніж державним справам. Так Птолемей IV Філопатор (біля 244—204 до н. е.; правив в 221—204 роках до н. е.) сумно відомий тим, що відразу по смерті батька вбив свою матір та брата, після чого зайнявся розпустою. Вбивши свою дружину Еврідіку, він дні і ночі проводив з відомою гетерою Агафоклеєю, а пізніше - з її братом Агафоклом. Мати фаворитів, Енанфа, зрозуміла вигідність становища і невдовзі державою керувала розпутна сімейка, розкрадаючи казну і продаючи придворні посади. Вони були наскільки жадібними, що навіть на деякий час приховали смерть Птолемея IV, продовжуючи вести колишній спосіб життя. Після того як звістка про смерть царя поширилася Александрією, Агафокла розтерзав натовп, а жінок розп'яли.
Птолемей V Епіфан (210—180 до н. е.; правив в 204—180 роках), син Птолемея IV Філопатора, вступив на престол в юному віці і майже нічим себе не прославив. Перемогами і поразками в війнах він зобов'язаний своєму полководцеві Спокасу. Про царя відомо лише, що він взяв собі в дружини Клеопатру, дочку сирійського царя Антіоха ІІІ, і отримав за нею у посаг Келесирію, Фінікію і Юдею.
Птолемей VI Філометор (біля 191—145 до н. е.), що правив Єгиптом в 180—145 роках до н. е., був настільки бездіяльний і ослаблений надмірностями, що від ожиріння позбавився розуму.
Наступний представник династії — Птолемей VIII Фіскон (біля 183—116 до н. е.) — певний час був співправителем свого попередника і старшого брата, доки протистояння Риму і сирійського царя Антіоха IV не повернулось на користь Філометора. Брати поділили батьківський спадок, Філометор отримав Єгипет, а Фіскон - Киренаїку. Проте честолюбний Фіскон залишився невдоволений своєю долею і приклав багато зусиль, щоб збільшити її. Зробити це вдалось лише 145 року до н. е., по смерті брата. Єгипетські посли з'явилися до Фіскона і запропонували йому царську владу над країною, а разом з тим руку вдови Філометора і його сестри Клеопатри ІІ. Цариця зовсім не бажала виходити заміж за людину, яка до того часу прославилась такою жорстокістю, що навіть його піддані тремтіли від жаху. Вона прагнула посадити на трон свого сина Птолемея VII Неоса і навіть за підтримки знатних єгиптян проголосила його царем. Проте Фіскон не збирався віддавати владу. Хлопчика він вбив прямо в обіймах матері в день шлюбу, після чого зійшов на шлюбне люже. Ця смерть поклала початок кровопролитному правлінню. Клеопатру ІІ він прогнав, зґвалтувавши і взявши в дружини її дочку — Клеопатру ІІІ. Прості єгиптяни нажахані покинули Александрію після того, як Фіскон віддав царство на відкуп іноземним солдатам. Місто майже обезлюдніло. Тоді цар закликав до Александрії іноземців, але і вони скоро зненавиділи царя, чия жорстокість межувала з божевіллям. Коли 130 року до н. е. розгорілась міжусобна війна з Клеопатрою, колишньою дружиною, він вбив власного сина Птолемея Мемфіта і відправив його тіло матері як подарунок на день народження. Після цього, за свідченнями істориків, народ став повсюди знищувати зображення Птолемея Фіскона і його статуї.
Клеопатра ІІ, навантаживши кораблі скарбами, втекла до Сирії і стала підмовляти сирійського царя Деметрія ІІ, одруженого з її дочкою, почати війну проти Птолемея. Дізнавшись про це Фіскон відправив до Сирії велике військо на чолі з Александром Забіною. Той успішно виконав доручення: захопив країну, вбив Деметрія і став царем. Проте невдовзі він став зневажливо відноситись до Птолемея і був жорстоко покараний: нове військо на чолі з сином Деметрія, Антіохом VIII, вдерлося до Сирії, і син зайняв батьківський трон.
Наприкінці життя Фіскон помирився з Клопатрою ІІ, переміг внутрішніх і зовнішніх ворогів і спокійно помер своєю смертю 116 року до н. е. Після його смерті трон перейшов до його вдови, з наданням їй права вибрати в співправителі одного з двох її синів. Вона відправила нелюбого старшого сина, Птолемея IX Сотера II Лафура (Латіра) Філометора, на Кіпр (ще за життя батька), і вибрала в співправителі молодшого сина, Птолемея X Александра. Проте, на вимогу народу, вона була змушена покликати Лафура, примусивши його заздалегідь розвестися з дружиною-сестрою Клеопатрою, яка здавалася їй небезпечною, а молодшого сина відправила намісником на Кіпр. До 107 року до н. е. вона правила з Лафуром; але коли він, всупереч її волі, зважився послати допомогу Антіоху Кизикському проти Маккавея Гиркана, вона збурила проти нього війська і знову звела на престол свого улюбленця. З ним вона правила до 89 року до н. е.. Тим часом Лафур, за підступом матері, змушений був втекти до Кіпру і звідти через деякий час оголосив їй війну. Александр відмовився було від влади, але енергійна Клеопатра наполягла на тому, щоб він зберіг її. Незабаром після цього Александр повстав проти матері, убив її, але внаслідок народної незадоволеності втік і помер на дорозі до Кіпру (89 до н. е.). Лафур був викликаний з Кіпру і без перерви царював до кінця життя (81 до н. е.).
По смерті Лафура 6 місяців правила його дочка (дружина померлого Александра) Береніка, а потім її пасинок, Птолемей XI Александр. Молодий цар, що виріс на острові Косі, спершу жив у Мітрідата Понтійського, а потім втік до Сулли, який переконав його одружуватися на цариці, своїй мачусі. Брак цей був нещасливий; дружина була убита чоловіком, якого убив розгніваний цим народ. На цьому припинилася пряма лінія Лагидів.
З 80 року до н. е. країною почав правити Птолемей XII Авлет (Флейтист) — побічний син Птолемея Лафура. Він «прославився» далеко не блискучим розумом, пристрастю до гри на флейті і непоміроною жорстокістю, за що був всім ненависний. Невмілим правлінням він довів країну до того, що всім заправляли римські лихварі. Він навіть передав одному з них головну фінансову посаду країни. Александрійці здійняли повстання і 58 року до н. е. Флейтист був вигнаний з Єгипту і втік до Риму. Престол зайняла його старша дочка Береніка IV, яка царювала одна навіть після того, як вийшла заміж за Архелая. Проте Птолемей ХІІ з Риму добився свого повернення і 55 року до н. е. за допомогою римських військ повернувся на трон. Він залишався єдиним правителем до 51 року до н. е., коли захворівши, проголосив свою дочку Клеопатру VII співправителькою. У своєму заповіті він ухвалив, що вона і її брат Птолемей XIII спільно правитимуть Єгиптом. Виконавцем свого заповіту він призначив Рим.

#### Клеопатра VII
Птолемей XIII і Клеопатра VII формально стали чоловіком і дружиною. Проте малолітній чоловік Клеопатри ні за віком, ні за складом характеру не був у змозі керувати країною. На відміну від нього Клеопатра мріяла створити сильну державу, кордони якої перевищували б межі держави перших Птолемеїв.
Наставник юного царя — хитрий та спритний євнух Потін, майстер політичних і палацових інтриг, не зміг відкрито сісти на трон, оскільки не мав нащадків і не міг заснувати нову династію, усунувши Птолемеїв. Проте його повністю влаштовувало управляти Єгиптом від імені свого підопічного. Великі плани Клеопатри розходилися із його власними домаганнями, якщо не престолу, то влади в країні. Потін починає збирати при дворі людей, які були б готові підтримати його в боротьбі з царицею. Клеопатра звернулась за підтримкою до Риму і навіть направила вірні їй війська на зустріч очікуваним римським легіонам. Скориставшись ситуацією, Потін здійснив державний переворот. Клеопатра втекла до Сирії, де на кордоні з Єгиптом стояла її рать. Цариці вдалось вмовити воєначальників виступити в похід на Александрію. Птолемей XIII вислав армію їй назустріч, піддавшись на умовляння Потіна.
Пам'ятаючи про заповіт Птолемея Авлета, де було сказано, що гарантом його волі про престолонаслідування є Рим, а також про невиплачений борг царського дому в 10 000 талантів, Цезар взявся владнати суперечку між братом і сестрою із надією повернути гроші. Він став вимагати, щоб обидві сторони розпустили армії і з'явились до Александрії на його суд.
Згідно з легендою, Клеопатра запропонувала Цезарю ніч кохання за те, що він винесе рішення на її користь. Достеменно відомо, що Цезар оголосив Птолемею, що той повинен помиритися з сестрою і розділити з нею владу. Обманутий у своїх очікуваннях цар зірвав з голови корону, кинув її додолу і з криками «Мене зрадили! До зброї!» вибіг з палацу. Невдоволені присутністю римлян і підбурювані Потіном александрійці здійняли повстання, що швидко переросло у війну, названу Александрійською.
Всю зиму 48/47 року до н. е. римський загін на чолі з Цезарем витримував облогу в резиденції єгипетських царів. Побоюючись, що його флот, заблокований в гавані, може дістатись ворогу, полководець наказав спалити його. Вогонь перекинувся на берег, знищивши багато будівель, тоді сильно постраждала і унікальна міська бібліотека. Коли прибуло підкріплення, Цезарь розбив повсталу єгипетську армію: Птолемей XIII втонув під час втечі, Потін загинув, а Арсіною, молодшу сестру Клеопатри, що виступала на боці заколотників, було взято в полон, а потім — вислано за межі країни.
За правом переможця, Юлій Цезар міг оголосити Єгипет римською провінцією, проте він посадив на трон Клеопатру і, відповідно до місцевих звичаїв, зобов'язав її вийти заміж за іншого брата Птолемея XIV. Проте це також був фіктивний шлюб, Клеопатра стала коханкою римського полководця.

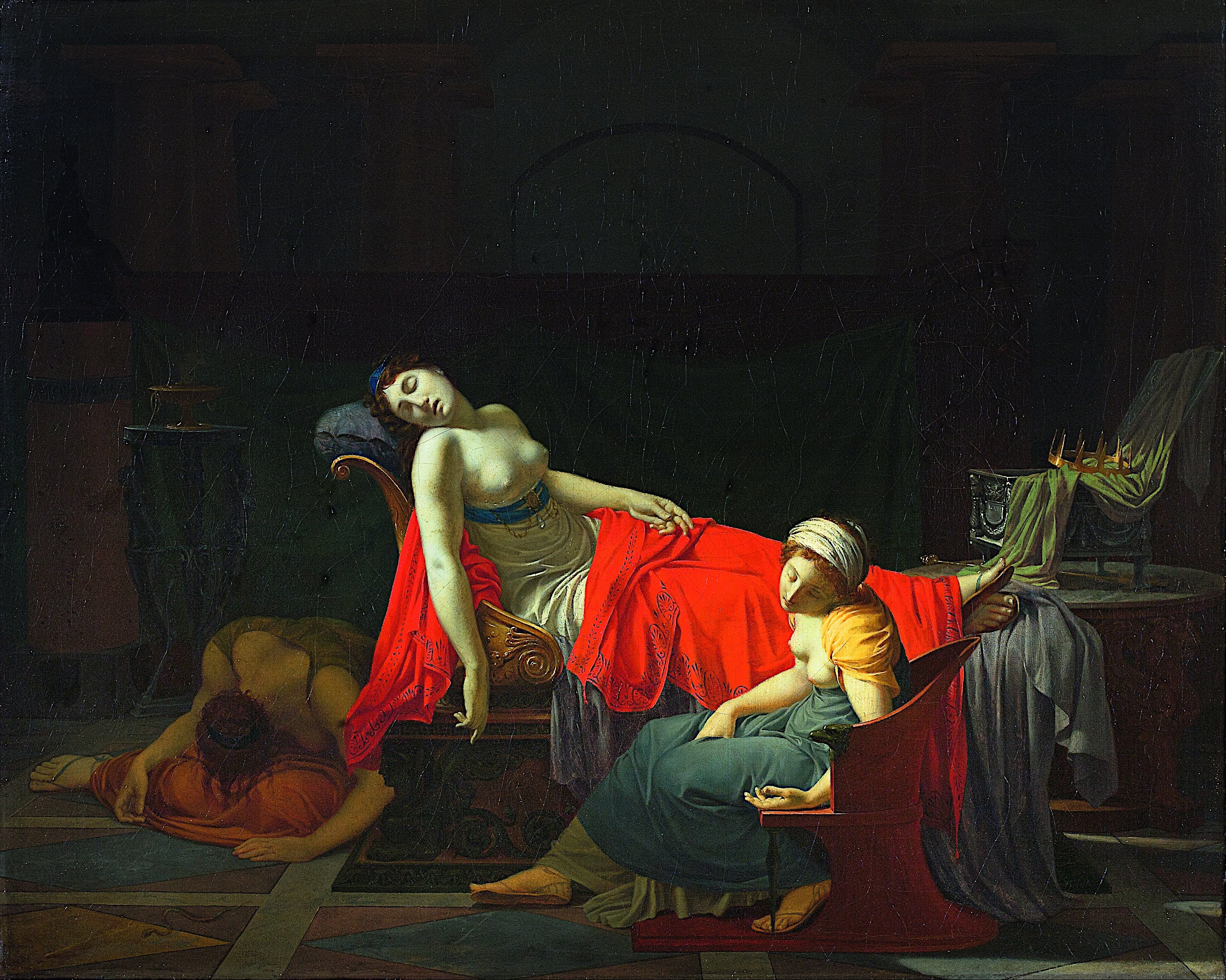
Смерть Клеопатри (1796–1797), художник Жан-Батист Реньо

Влітку 47 року до н. е. Клеопатра народила 53-річному Цезарю, що не мав законних нащадків, першу дитину — сина і назвала його Птолемеєм XV Цезарем.
Після смерті Птолемея XIV і вбивства Цезаря 44 року до н. е. Клеопатра стала правити Єгиптом разом із сином, а фактично — одноосібно.
Коли розгорівся конфлікт між Марком Антонієм і Октавіаном, Клеопатра встала на бік Антонія. Вона також стала його коханкою, а пізніше - дружиною і народила йому дітей. Проте політика Антонія, який відверто взяв шлюб з Клеопатрою, подарував їй Крит і Кілікію, викликала обурення в Римі. Між недавніми союзниками, Антонієм і Октавіаном, почалась війна. Об'єднані сили Клеопатри і Антонія у вирішальній битві біля мису Акції 2 вересня 31 року до н. е. були розбиті, а Антоній і Клеопатра сховались в Александрії.
В серпні 30 року до н. е. римські війська підійшли до стін Александрії. Залишки армії Антонія зрадили свого полководця, а сам він скінчив життя самогубством. 12 серпня 30 року до н. е. невідомий селянин приніс Клеопатрі корзину солодких фіг, в якій спав аспід. Золотою шпилькою вона вколола змію, яка зашипівши від болю, вжалила підставлену руку.
Коли римські легіонери вдерлися до царських покоїв, вони побачили на розкішному одрі мертву Клеопатру в золотих вбраннях богині Ізіди. Дітей Антонія і Клеопатри (а також Цезаріона, як особливо небезпечного претендента на трон) Октавіан наказав вбити.
Вступ легіонів Октавіана до Александрії в серпні 30 року до н. е. поклав кінець незалежності Єгипту. Країну було включено до складу римських володіннь на правах особливої провінції, що керувалася римським префектом.

## Список царів
| Ім'я                                                                           | Ім'я українською мовою                                  | Портрет | Роки правління                    | Батьки                                                   | Співправителі | Дружина/Чоловік                                      |
| ------------------------------------------------------------------------------ | ------------------------------------------------------- | ------- | --------------------------------- | -------------------------------------------------------- | --- | ---------------------------------------------------- |
| Птолемей I Сотер дав.-гр. Πτολεμαῖος Σωτήρ                                     | Птолемей Спаситель                                      |         | 305 - 283/282 роки до н. е.       | Батько: Лаг; Мати: Арсіноя                               | | Таїс (ймовірно) ; Артакама ; Еврідіка I ; Береніка I |
| Птолемей II Філадельф дав.-гр. Πτολεμαῖος Φιλάδελφος                           | Птолемей Люблячий сестру                                |         | 282 - 246 роки до н. е.           | Батько: Птолемей I; Мати: Береніка I                     | Птоломей Епігон (267 - 259 до н. е.); Арсіноя II Філадельфія (фактично)                                            | Арсіноя I ; Арсіноя II Філадельфія                   |
| Птолемей III Евергет дав.-гр. Πτολεμαῖος Εὐεργέτης                             | Птолемей Благодійник                                    |         | 246 - 222 роки до н. е.           | Батько: Птолемей II; Мати: Арсіноя I                     | | Береніка II                                          |
| Птолемей IV Філопатор дав.-гр. Πτολεμαῖος Φιλοπάτωρ                            | Птолемей Люблячий батька                                |         | 222 - 205 роки до н. е.           | Батько: Птолемей III; Мати: Береніка II                  | | Арсіноя III                                          |
| Птолемей V Епіфан дав.-гр. Πτολεμαῖος Θεός Ἐπιφανής                            | Птолемей З'явлений Бог                                  |         | 205 - 180 роки до н. е.           | Батько: Птолемей IV; Мати: Арсіноя III                   | | Клеопатра I Сиру                                     |
| Птолемей VI Філометор дав.-гр. Πτολεμαῖος Φιλομήτωρ                            | Птолемей Люблячий матір                                 |         | 180 - 145 роки до н. е.           | Батько: Птолемей V; Мати: Клеопатра I                    | Птолемей Евпатор (152 рік до н. е.); Птолемей VIII (170 - 164 роки до н. е.); Птолемей VII (146 рік до н. е.)      | Клеопатра II                                         |
| Птолемей VIII Фіскон дав.-гр. Πτολεμαῖος Εὐεργέτης                             | Птолемей Благодійник                                    |         | 170 - 116 роки до н. е.           | Батько: Птолемей V; Мати: Клеопатра I                    | | Клеопатра II Клеопатра III                           |
| Клеопатра II дав.-гр. Κλεοπάτρα Φιλομετoρα Σώτειρα                             | Клеопатра Любляча мати — Спасителька                    |         | 131 - 127 роки до н. е.           | Батько: Птолемей V; Мати: Клеопатра I                    | Птолемей Мемфітіс (131 рік до н. е.)                                                                               | Птолемей VI Філометор Птолемей VIII Евергет          |
| Клеопатра III дав.-гр. Κλεοπάτρα Εὐεργέτης                                     | Клеопатра                                               |         | 116 - 101 роки до н. е.           | Батько: Птолемей VI; Мати: Клеопатра II                  | Птолемей IX Сотер II (116 - 107 роки до н. е.); Птолемей X (107—101 роки до н. е.)                                 | Птолемей VIII Евергет                                |
| Птолемей IX Сотер II дав.-гр. Πτολεμαῖος Φιλομήτωρ Σωτὴρ                       | Птолемей Той, Хто любить матір, Спаситель               |         | 116 - 107 і 89 - 81 роки до н. е. | Батько: Птолемей VIII Евергет; Мати: Клеопатра III       | Клеопатра III (116 - 107 роки до н. е.)                                                                            | Клеопатра IV Клеопатра Селена I                      |
| Птолемей X Александр дав.-гр. Πτολεμαῖος Ἀλέξανδρος                            | Птолемей Александр                                      |         | 107 - 88 роки до н. е.            | Батько: Птолемей VIII Евергет; Мати: Клеопатра III       | Клеопатра III (107 - 101 роки до н. е.)                                                                            | Клеопатра Селена I Береніка III                      |
| Береніка III дав.-гр. Βερενίκη                                                 | Клеопатра Береніка                                      |         | 81 - 80 роки до н. е.             | Батько: Птолемей IX; Мати: Клеопатра Селена I            | | Птолемей X Олександр I Птолемей XI Олександр II      |
| Птолемей XI Александр дав.-гр. Πτολεμαῖος Ἀλέξανδρος                           | Птолемей Александр                                      |         | 80 рік до н. е.                   | Батько: Птолемей X Олександр I; Мати: Клеопатра Селена I | Береніка III | Береніка III                                         |
| Птолемей XII Неос Діоніс дав.-гр. Πτολεμαῖος Νέος Διόνυσος                     | Птолемей Новий Діоніс                                   |         | 80 - 51 роки до н. е.             | Батько: Птолемей IX Сотер II; Мати: невідома             | | Клеопатра Трифена                                    |
| Клеопатра VI Трифена дав.-гр. Κλεοπάτρα                                        | Клеопатра Трифена                                       |         | 58 - 57 роки до н. е.             | суперечки                                                | Береніка IV (58-55 роки до н. е.)                                                                                  | Птолемей XII Неос Діоніс                             |
| Клеопатра VII Філопатор дав.-гр. Κλεοπάτρα Φιλοπάτωρ                           | Клеопатра Любляча батька                                |         | 69 - 30 роки до н. е.             | Батько: Птолемей XII; Мати: Клеопатра V (ймовірно)       | Птолемей XIII (51—47 роки до н. е.) Птолемей XIV (47—44 роки до н. е.) Птолемей XV Цезаріон (44— 30 роки до н. е.) | Птолемей XIII Птолемей XIV Марк Антоній              |
| Птолемей XIII Теос Філопатор дав.-гр. Πτολεμαῖος Θεός Φιλοπάτωρ                | Птолемей Бог любить батька                              |         | 51 - 47 роки до н. е.             | Батько: Птолемей XII                                     | Клеопатра VII (51—47 роки до н. е.)                                                                                | Клеопатра VII                                        |
| Птолемей XIV дав.-гр. Πτολεμαῖος Θεός Φιλοπάτωρ                                | Птолемей Бог любить батька                              |         | 47 - 44 роки до н. е.             | Батько: Птолемей XII                                     | Клеопатра VII (47-44 роки до н. е.)                                                                                | Клеопатра VII                                        |
| Птолемей XV Цезаріон дав.-гр. Πτολεμαίος Φιλοπάτωρ Φιλομήτωρ Καίσαρ, Καισαρίων | Птолемей Люблячий батька Люблячий матір Цезар, Цезаріон |         | 44 - 31 роки до н. е.             | Батько: Гай Юлій Цезар; Мати: Клеопатра VII              | Клеопатра VII (44 - 30 роки до н. е.)                                                                              |                                                      |